# Rafael Camilo Abreu
Eusebio Rafael Camilo Abreu (Moca, provincia Espaillat, 12 de septiembre de 1948) es un sociólogo, historiador, economista y político dominicano. Fue el director general de la Dirección General de Aduanas de la República Dominicana y miembro de Gabinete Económico durante la última gestión de Leonel Fernández. Hasta el 15 de septiembre de 2014, se desempeñó como Superintendente de Bancos de la República Dominicana, designado el 16 de agosto de 2012, por el presidente Danilo Medina.

## Biografía
Nació el 12 de septiembre de 1948, hijo de Juan M. Camilo y de Ana Josefa Abreu. Es egresado de la Escuela de Sociología de la Universidad Autónoma de Santo Domingo. Cursó una Maestría en Economía, en la Universidad Nacional Autónoma de México (UNAM), y un Doctorado en Historia, en la Universidad de Sevilla, España. 
Fue Director de la Oficina Nacional de Planificación (ONAPLÁN) durante el período gubernamental 1996–2000 y Superintendente de Bancos durante el período 2004–2008, posición en la que fue ratificado en agosto de ese último año, y en la que se mantuvo hasta mayo de 2009, cuando -al fallecer Miguel Cocco- fue designado por el presidente Dr. Leonel Fernández como director general de Aduanas. El 17 de agosto de 2012, mediante el decreto 457–12 del presidente Danilo Medina Sánchez, fue designado nueva vez como superintendente de Bancos. 
Ejerció la presidencia del Consejo Centroamericano de Superintendentes de Bancos, de Seguros y de Otras Instituciones Financieras (CCSBSO) durante el período 2005–2007. Además, ha sido consultor y asesor de instituciones nacionales e internacionales, entre las que figuran el Instituto Dominicano de Tecnología (INDOTEC) y el Programa de las Naciones Unidas para el Desarrollo (PNUD). 
En el ámbito académico se ha desempeñado como profesor e investigador en las áreas de Economía Dominicana, Sociología del Subdesarrollo y Política para la Universidad Autónoma de Santo Domingo y para el Instituto Tecnológico de Santo Domingo. Ha publicado artículos, monografías y ensayos en periódicos, revistas y como material de texto. 
Ha participado en representación del país en cumbres, conferencias, comisiones, congresos y seminarios nacionales e internacionales, en calidad de coordinador o de expositor, tanto en el Caribe, América del Norte, Central y del Sur, como en Europa y Asia.
Fue Vicesecretario General y Coordinador del Secretariado Técnico del Partido de la Liberación Dominicana (PLD) y del Gabinete Económico durante la gestión gubernamental que presidió el Dr. Leonel Fernández.

## Vida política
Es miembro del Comité Central del PLD, ha coordinado diferentes provincias en los procesos electoral del Partido de la Liberación Dominicana, tanto en las campañas presidenciales de Leonel Fernández y el presidente Danilo Medina.

## Experiencia de Estado
Fue miembro del Gabinete Económico de la gestión 2008-2012 de Leonel Fernández.